# Jerevan United FC
Jerevan United Football Club (arménsky: Երևան Յունայթդ Ֆուտբոլային Ակումբ) byl arménský fotbalový klub sídlící ve městě Jerevan. Klub byl založen v roce 2004, zanikl v roce 2006.

## Umístění v jednotlivých sezonách
Zdroj:
Legenda: Z - zápasy, V - výhry, R - remízy, P - porážky, VG - vstřelené góly, OG - obdržené góly, +/- - rozdíl skóre, B - body, červené podbarvení - sestup, zelené podbarvení - postup, fialové podbarvení - reorganizace, změna skupiny či soutěže
| Arménie (2005 – 2006) |               |        |                                          |                                          |                                          |                                          |                                          |                                          |                                          |                                          |        |
| Sezóny                | Liga          | Úroveň | Z                                        | V                                        | R                                        | P                                        | VG                                       | OG                                       | +/-                                      | B                                        | Pozice |
| 2005                  | Aradżin chumb | 2      | 24                                       | 16                                       | 5                                        | 3                                        | 64                                       | 22                                       | +42                                      | 50                                       | 4.     |
| 2006                  | Aradżin chumb | 2      | Klub se odhlásil před zahájením soutěže. | Klub se odhlásil před zahájením soutěže. | Klub se odhlásil před zahájením soutěže. | Klub se odhlásil před zahájením soutěže. | Klub se odhlásil před zahájením soutěže. | Klub se odhlásil před zahájením soutěže. | Klub se odhlásil před zahájením soutěže. | Klub se odhlásil před zahájením soutěže. | 14.    |